# کارلو اوریانی
کارلو اوریانی (۵ نوامبر ۱۸۸۸ – ۳ دسامبر ۱۹۱۷) رکابزن حرفه‌ای اهل ایتالیا بود که در رشتهٔ دوچرخه‌سواری جاده فعالیت می‌کرد. او توانست در سال ۱۹۱۳ برندهٔ جیرو دیتالیا شود.

## جیرو دیتالیای ۱۹۱۳
اوریانی در چینسلو بالسامو زاده شد و در سال ۱۹۰۸ دوچرخه‌سواری حرفه‌ای را آغاز کرد. او که در جیرو دیتالیای ۱۹۰۹ نهم شده‌بود، پس از بازگشت از جنگ لیبی به تیم ماینو پیوست و در پایان سال ۱۹۱۲ برندهٔ تور لمباردی شد. او در جیرو دیتالیای ۱۹۱۳ عضو تیم ماینو بود و پس از مرحلهٔ ششم، به رتبهٔ دوم رده‌بندی اصلی رسید. سپس با دوم شدن در مرحلهٔ هشتم، رهبری مسابقه را به دست آورد. در مرحلهٔ پایانی نیز دوم شد و در نهایت، با ۳۷ امتیاز و با ۶ امتیاز کمتر از ابراردو پاوسی قهرمان جیرو شد. اوریانی نخستین رکابزنی بود که بدون پیروزی در هیچ مرحله‌ای به مقام قهرمانی یک گرند تور دست یافت.
پس از ناکامی در جیروی ۱۹۱۴ اوریانی دوباره به ارتش ایتالیا پیوست و در نبرد کاپورتو که منجر به شکست ارتش ایتالیا شد، شرکت کرد. در زمان عقب‌نشینی، اوریانی برای نجات یکی از همراهان خود به آب یخ‌زدهٔ رود تالیامنتو پرید و به ذات الریه مبتلا شد. این بیماری پس از چند ماه، در دسامبر ۱۹۱۳ منجر به مرگ او شد.